# Вулиця Олега Дудея (Рівне)
Вулиця Олега Дудея — вулиця у місті Рівному.

## Історія
Раніше вулиця мала назву  на честь учасника Другої світової війни Миколи Чернишова, який брав участь у звільненні міста Рівного.
29 квітня 2022 року було попередньо затверджено нові назви для 12 вулиць міста, серед них і вулиця Чернишова, яка отримала назву — вулиця Олега Дудея. Майже всім цим вулицям було запропоновано надати назви на честь військових, які загинули у російсько-українській війні.
8 липня 2022 року на сесії Рівненської міської ради ухвалила рішення про перейменування вулиці Чернишова на вулицю Олега Дудея. Дудей Олег Сергійович (07.09.1975—04.04.2022) — військовослужбовець, офіцер, уродженець Рівненської області, загинув у бою з російськими окупантами, який з 2014 року зі зброєю в руках захищав суверенітет та незалежність України. Йому було 46 років, в Олега Дудея залишилась дружина та діти.